# Sveti Križ (Tuhelj)
Sveti Križ es una localidad de Croacia en el municipio de Tuhelj, condado de Krapina-Zagorje.

## Geografía
Se encuentra a una altitud de 188 m s. n. m. a 52,1 km de la capital nacional, Zagreb.

## Demografía
En el censo 2011, el total de población de la localidad fue de 477 habitantes.